# Jackie Vernon
John Joseph Vernon, surnommé Jackie, né le  26 septembre 1918 à Belfast et mort le 24 août 1981 dans la même ville, est un footballeur international nord-irlandais. Il a la particularité d’avoir joué à la même période sous les maillots nationaux de l’Irlande du Nord et de l’État d’Irlande.

## Carrière en club

### Jeunes années
Jackie Vernon voit le jour dans Jocelyn Avenue à Belfast. Au terme de sa scolarité il devient boucher. Dans le même temps il fréquente les équipes de jeunes des clubs de Spearmint et Dundela. Ses performances sur le terrain attirent l’attention du Liverpool FC mais Vernon rejette les propositions du club anglais et décide de signer pour le Belfast Celtic Football Club.

### Au Belfast Celtic
Jackie Vernon est avec ses compagnons Jimmy McAlinden, Billy McMillan, Tommy Breen et Charlie Tully, une des pièces maitresse  de la grande équipe du Belfast Celtic dirigée par Elisha Scott. Cette équipe domine totalement le football nord-irlandais entre 1940 et 1948.
Il joue son dernier match pour le Celtic contre Linfield FC le 8 février 1947. Après la dissolution du club, deux équipes professionnelles anglaises et écossaises se déclarent intéressées par son recrutement, West Bromwich Albion et le Celtic Glasgow, mais le manager du géant écossais refuse de payer les 8 000£ réclamés par les dirigeants du Belfast Celtic.

### À West Bromwich Albion
Vernon s’engage donc pour le club de Birmingham en février 1947 pour une somme record de 9 500£. En 1949 il devient le capitaine de l’équipe et participe à la promotion en première division. C’est lors de cette saison qu’il marque son unique but dans le championnat anglais, but qui donne la victoire sur Sheffield Wednesday le jour de noël 1949.
Le 8 juin 1947, en compagnie de Davy Walsh, Vernon participe à un match amical sous les couleurs du Shamrock Rovers contre l’équipe anglaise d’Everton.

### Fin de carrière
En 1952, Jackie Vernon retourne en Irlande du Nord en s’engageant pour le Crusaders Football Club. Il occupe le rôle d’entraîneur-joueur dans le club qui a remplacé le Belfast Celtic dans le championnat nord-irlandais à la suite de sa dissolution. En 1954, il emmène les Crusaders vers la victoire en Ulster Cup, le premier trophée remporté par le club.

## Carrière en équipe nationale
Quand Jackie Vernon commence sa carrière internationale, deux équipes se réclament de la dénomination d’Équipe d'Irlande : l’une basée à Dublin sous l’autorité de la FAI (fédération d'Irlande de football) et l’autre basée à Belfast sous l’autorité de l’IFA (Association irlandaise de football) et qui n’est pas affiliée à la FIFA et ne dispute donc que des matchs amicaux et notamment le British Home Championship contre les autres nations britanniques. Cette situation dure jusqu’en 1954 date à laquelle la FIFA pour ne pas entrer dans le jeu politique et pour interdire à chacune des deux équipes le droit de porter le nom d’« Irlande » les dénomme équipe de république d'Irlande de football et équipe d'Irlande du Nord de football. Comme de nombreux footballeurs marquants de cette période, Vernon joue donc pour ces deux équipes.

### Le onze de la FAI
En 1946, Vernon dispute deux matchs sous les couleurs de l’équipe d’Irlande de Dublin. Il bénéficie, comme d’autres footballeurs de la volonté de la FAI de créer une équipe représentant toute l’île d’Irlande. Il participe avec ses coéquipiers du Belfast Celtic Jimmy McAlinden, Billy McMillan et Paddy Sloan à une tournée dans la péninsule ibérique perdant le premier match contre le Portugal sur le score de 3 buts à 1 et remportant le second contre l’Espagne sur le score de 1 but à 0,.

### Le onze de l’IFA
Entre 1944 et 1951, Jackie Vernon fait 21 apparitions en équipe d'Irlande de football. Il fait ses débuts internationaux lors d’une victoire 8-4 sur une sélection britannique comportant des joueurs importants comme  Matt Busby, Stanley Matthews, Tommy Lawton et Stan Mortensen le 8 septembre 1944 à Windsor Park. Pendant la saison 1945-1946, il dispute trois matchs internationaux. Le 27 novembre 1946 il dispute la rencontre contre l’équipe d'Écosse de football. Le match nul 0-0 obtenu ce jour-là à terminer à la deuxième place du British Home Championship 1946-1947.
Vernon dispute son dernier match international le 20 novembre 1951. Son équipe perd 2 buts à 0 contre l’Angleterre.

## Palmarès

### Palmarès de joueur

#### Belfast Celtic
- Championnat d’Irlande du Nord
  - Vainqueur (4) : 1940-1941, 1941-1942, 1943-1944, 1946-1947

- Coupe d’Irlande du Nord
  - Vainqueur (2) : 1941, 1943

- County Antrim Shield
  - Vainqueur (2) : 1942-1943, 1944-1945

#### West bromwich Albion
- Deuxième division
  - Deuxième en 1946-1947

#### Irlande du Nord
- British Home Championship
  - Deuxième en 1946-1947

### Palmarès d’entraîneur
- Crusaders FC
  - Vainqueur de l’Ulster Cup en 1953-1954

## Sources
- (en) Stephen McGarrigle, The Complete who's who of Irish international football : 1945-1996, Edimbourg, Mainstream Publishing, octobre 1996, 237 p. (ISBN 1-85158-894-9), p. 185